# Premio Booker Ruso

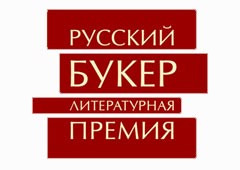
Logotipo del Premio Booker Ruso, 2013.

El Premio Booker Ruso (Русский Букер, en ruso) fue instituido en 1991] y es concedido anualmente como el primero premio no estatal después de 1917. Reconocido como uno de los galardones literarios rusos más importantes, distingue a lo que el jurado considera la mejor novela en lengua rusa en el periodo correspondiente a cada edición del premio.
El premio —creado a iniciativa de Michael Caine, quien encabezaba Booker pcl y con la participación del British Council en Rusia—, fue otorgado por primera vez en 1992. En estos años ha pasado por diferentes etapas: la recompensa se ha doblado de sus iniciales 10.000 dólares a 20.000 (además, se premia a 5 finalistas con 2.000 dólares) y paulatinamente la dirección del premio pasó a manos rusas con diferentes patrocinadores, lo que explica los varios nombres que ha adoptado: Smirnoff - Booker (1999-2001); Booker - Otkrýtaya Rossía (Rusia Abierta) (2002-2005), fundación esta última de Mijaíl Jodorkovski. 
A partir de 2005 el único patrocinador había sido British Petroleum, pero el contrato quinquenal de este con la Fundación Booker Ruso expiró en 2010, y el 16 de marzo de 2011 su junta directiva, ante el fracaso de las negociaciones con posibles espónsores, decidió aplazar la convocatoria al premio.
A pesar de que debido a las dificultades financieras no se concedió el premio, sí se otorgó en cambio ese año el segundo Booker Ruso de la Década, que 45 personas —todos los miembros vivos de los anteriores jurados— eligieron entre los ganadores y finalistas (60 novelas) de los diez últimos años. Curiosamente, lo ganó uno de los finalistas: Alexandr Chudakov, cuya novela Cae la bruma sobre los escalones viejosen 2001 no logró vencer a El caso de Kukotski de Ludmila Ulítskaya. El primero, entregado en 2001 por un jurado compuesto por los presidentes de los anteriores premios, había recaído en Gueorgui Vladímov.
A partir de 2012 el patrocinador es el banco ruso Globeks, que aumentó la recompensa monetaria a 1.500.000 rublos para el ganador y 150.000 para cada uno de los finalistas.

## Galardonados
- 1992 - Mark Jaritónov: La línea del destino, o El cofrecito de Miláshevich ( Линия Судьбы, или Сундучок Милашевича)
- 1993 - Vladímir Makanin: La mesa cubierta con paño y con garrafa en el centro (Стол, покрытый сукном и с графином в середине)
- 1994 - Bulat Okudzhava: El show ha terminado (Упразднённый театр)
- 1995 - Gueorgui Vladímov: El general y su ejército (Генерал и его армия)
- 1996 - Andréi Serguéiev: Álbum de sellos (Альбом для марок)
- 1997 - Anatoli Azolski, La jaula (Клетка)
- 1998 - Alexandr Morózov: Las cartas ajenas (Чужие письма)
- 1999 - Mijaíl Bútov: Libertad (Свобода)
- 2000 - Mijaíl Shishkin: La toma de Izmaíl (Взятие Измаила)
- 2001 - Ludmila Ulítskaya: El caso de Kukotski (Казус Кукоцкого)
- 2002 - Oleg Pávlov: La novena de Karagandá, o La novela de los últimos días (Карагандинские девятины, или Повесть последних дней)
- 2003 - Rubén Gallego: Blanco sobre negro  (Белое на чёрном)
- 2004 - Vasili Aksiónov: Volterianos y volterianas (Вольтерьянцы и вольтерьянки)
- 2005 - Denís Gutskó: Sin camino y sin dejar huella (Без пути-следа)
- 2006 - Olga Slávnikova: 2017
- 2007 - Alexandr Ilichevski: Matisse (Матисс)
- 2008 - Mijaíl Yelizárov: El bibliotecario (Библиотекарь)
  - Finalistas - Iliá Boyashov: La armada;  Yelena Nekrásova: Shúkinsk y las ciudades; Guerman Saduláyev: Tableta; Vladímir Shárov: Sed como niños y Galina Shchekina: Grafómana
- 2009 - Yelena Chizhova: El tiempo de mujeres (Время женщин)
  - Finalistas - Borís Jazánov: La eternidad pretérita; Yelena Katishónov: Érase una vez un viejo con una vieja; Román Senchin: Los Yeltyshevy; Alexandr Térejov: El Puente de Piedra; y Leonid Yuzefóvich: Las cigüeñas y los enanos
- 2010 - Yelena Koliádina: La cruz de flores (Цветочный крест)
  - Finalistas - Andréi Ivanov: El viaje de Hanuman a Lolland; Margarita Jemlin: Klotsbog; Mariam Petrosián: La casa en que...;  Guerman Saduláyev: El asalto a Shalí; y Oleg Zayonchkovski: La felicidad es posible
- 2011 - no se concedió
- 2012 - Andréi Dmítriev: El campesino y el teenager (Крестьянин и тинейджер)
  - Finalistas - Marina Ajmédova: Diario de una suicida. Jadizha (Дневник смертницы. Хадижа); Yevgueni Popov: Arbeit o un ancho cuadro (Арбайт, или Широкое полотно); Olga Slávnikova: Cabeza liviana (Легкая голова); Marina Stepnova: Las mujeres de Lázaro (Женщины Лазаря); y Alexandr Térejov: Alemanes (Немцы)
- 2013 - Andréi Volos: Regreso a Pandjrud (Возвращение в Панджруд)
  - Finalistas - Denís Gutskó: Beta-macho (Бета-самец); Andréi Ivanov: Mariposas nocturnas de Harbin (Харбинские мотыльки); Margarita Jemlin: El investigador (Дознаватель); Vladímir Shapko: A los pies del inabarcable mundo (У подножия необъятного мира); y Yevgueni Volodazkin: Laurel (Лавр)
- 2014 - Vladímir Shárov: Regreso a Egipto (Возвращение в Египет)
  - Finalistas - Anatoli Vishnevski: Vida de Piotr Stepánovich (Жизнеописание Петра Степановича); Natalia Grómova: La llave. La última Moscú (Ключ. Последняя Москва); Zajar Prilepin: El monasterio (Обитель); Víctor Rémizov: Voluntad libre (Воля вольная); Yelena Skúlskaya: El cisne de mármol (Мраморный лебедь)
- 2015 - Alexandr Sneguiriov: Fe (Вера)
  - Finalistas - Vladímir Danijnov: Canción de cuna: (Колыбельная); Alisa Ganíyeva: El novio y la novia (Жених и невеста); Román Senchin: Zona de inundación (Зона затопления); Guzel Yájina: Zuleija abre los ojos (Зулейха открывает глаза)
- 2016 - Piotr Aleshkovski: La fortaleza ('Крепость')
  - Finalistas - Sujfat Aflatuni: La adoración de los reyes magos (Поклонение волхвов); Serguéi Lébedev: La gente de agosto (Люди августа); Alexandr Mélijov: Y no tienen recompensa (И нет им воздаяния); Borís Mináyev: Tela blanda: batista. Paño ( Мягкая ткань: Батист. Сукно); Leonid Yusifóvich: Camino invernal (Зимняя дорога)

## Booker de la Década
- 2001 - Gueorgui Vladímov: El general y su ejército (Генерал и его армия)
- 2011 - Alexandr Chudakov Cae la bruma sobre los escalones viejos (Ложится мгла на старые ступени)
  - Finalistas -  Oleg Pávlov: La novena de Karagandá, o La novela de los últimos días; Zajar Prilepin: Sanka; Román Senchin: Los Yeltyshevy; y Ludmila Ulítskaya: Daniel Stein, traductor

## Booker Estudiantil
En 2004 el Centro de Historia Novísima de la Literatura Rusa, ajunto al Instituto de Filología e Historia de la Universidad Estatal Humanitaria Rusa (RGGU) conjuntamente con la Fundación Booker y con el patrocinio de la compañía Atlantis Communications instituteron el premio Booker Estudiantil, que elige un jurado de estudiantes. Con los años, al proyecto se fueron uniendo otras universidades. A partir del año 2010 su patrocinador es la Corporación Rusa de Medios de Comunicación (RKSS: Российская корпорация средств связи).

### Ganadores
- 2004 - Andréi Guelásimov: Raquel (Рахиль)
- 2005 - Dmitri Bykov: El encargado de la evacuación (Эвакуатор)
- 2006 - Olga Slávnikova: 2017
- 2007 - Maya Kucherskaya: El dios de la lluvia (Бог дождя)
- 2008 - Vladímir Orlov: El callejón Kamerguerski (Камергерский переулок)
- 2009 - Nikolái Kryshchuk: Los círculos del infierno (Кругами рая)
- 2010 - Mariam Petrosián: La casa en que... (Дом, в котором...)
- 2011 - Booker Estudiantil del Decenio - Tatiana Tolstaya: Kys (Кысь)
- 2012 - Yuri Buida: Sangre azul (Синяя кровь)
- 2013 - Andréi Volos: Regreso a Pandjrud (Возвращение в Панджруд)